# Aymen Mathlouthi
Aymen Mathlouthi, detto Balbouli (Tunisi, 14 settembre 1984), è un ex calciatore tunisino, di ruolo portiere.

## Statistiche

### Cronologia presenze e reti in nazionale
| Cronologia completa delle presenze e delle reti in nazionale ― Tunisia | Cronologia completa delle presenze e delle reti in nazionale ― Tunisia | Cronologia completa delle presenze e delle reti in nazionale ― Tunisia | Cronologia completa delle presenze e delle reti in nazionale ― Tunisia | Cronologia completa delle presenze e delle reti in nazionale ― Tunisia | Cronologia completa delle presenze e delle reti in nazionale ― Tunisia | Cronologia completa delle presenze e delle reti in nazionale ― Tunisia | Cronologia completa delle presenze e delle reti in nazionale ― Tunisia |
| Data                                                                   | Città                                                                  | In casa                                                                | Risultato                                                              | Ospiti                                                                 | Competizione                                                           | Reti                                                                   | Note                                                                   |
| ---------------------------------------------------------------------- | ---------------------------------------------------------------------- | ---------------------------------------------------------------------- | ---------------------------------------------------------------------- | ---------------------------------------------------------------------- | ---------------------------------------------------------------------- | ---------------------------------------------------------------------- | ---------------------------------------------------------------------- |
| 21-11-2007                                                             | Vienna                                                                 | Austria                                                                | 0 – 0                                                                  | Tunisia                                                                | Amichevole                                                             | -                                                                      |                                                                        |
| 8-1-2008                                                               | Radès                                                                  | Tunisia                                                                | 1 – 0                                                                  | Zambia                                                                 | Amichevole                                                             | -                                                                      |                                                                        |
| 26-3-2008                                                              | Bondoufle                                                              | Costa d'Avorio                                                         | 0 – 2                                                                  | Tunisia                                                                | Amichevole                                                             | -                                                                      |                                                                        |
| 7-6-2008                                                               | Roche Caiman                                                           | Seychelles                                                             | 0 – 2                                                                  | Tunisia                                                                | Qual. Mondiali 2010                                                    | -                                                                      |                                                                        |
| 15-6-2008                                                              | Bujumbura                                                              | Burundi                                                                | 0 – 1                                                                  | Tunisia                                                                | Qual. Mondiali 2010                                                    | -                                                                      |                                                                        |
| 21-6-2008                                                              | Tunisi                                                                 | Tunisia                                                                | 2 – 1                                                                  | Burundi                                                                | Qual. Mondiali 2010                                                    | -1                                                                     |                                                                        |
| 20-8-2008                                                              | Tunisi                                                                 | Tunisia                                                                | 1 – 1                                                                  | Angola                                                                 | Amichevole                                                             | -                                                                      | 46’                                                                    |
| 6-9-2008                                                               | Ouagadougou                                                            | Burkina Faso                                                           | 0 – 0                                                                  | Tunisia                                                                | Qual. Mondiali 2010                                                    | -                                                                      |                                                                        |
| 11-10-2008                                                             | Tunisi                                                                 | Tunisia                                                                | 5 – 0                                                                  | Seychelles                                                             | Qual. Mondiali 2010                                                    | -                                                                      |                                                                        |
| 14-10-2008                                                             | Saint Denis                                                            | Francia                                                                | 3 – 1                                                                  | Tunisia                                                                | Amichevole                                                             | -3                                                                     |                                                                        |
| 28-5-2009                                                              | Radès                                                                  | Tunisia                                                                | 4 – 0                                                                  | Sudan                                                                  | Amichevole                                                             | -                                                                      | 46’                                                                    |
| 6-9-2009                                                               | Abuja                                                                  | Nigeria                                                                | 2 – 2                                                                  | Tunisia                                                                | Qual. Mondiali 2010                                                    | -2                                                                     | 76’                                                                    |
| 11-10-2009                                                             | Radès                                                                  | Tunisia                                                                | 1 – 0                                                                  | Kenya                                                                  | Qual. Mondiali 2010                                                    | -                                                                      |                                                                        |
| 14-11-2009                                                             | Matola                                                                 | Mozambico                                                              | 1 – 0                                                                  | Tunisia                                                                | Amichevole                                                             | -1                                                                     |                                                                        |
| 13-1-2010                                                              | Lubango                                                                | Zambia                                                                 | 1 – 1                                                                  | Tunisia                                                                | Coppa d'Africa 2010 - 1º turno                                         | -1                                                                     |                                                                        |
| 17-1-2010                                                              | Lubango                                                                | Gabon                                                                  | 0 – 0                                                                  | Tunisia                                                                | Coppa d'Africa 2010 - 1º turno                                         | -                                                                      |                                                                        |
| 21-1-2010                                                              | Lubango                                                                | Tunisia                                                                | 2 – 2                                                                  | Camerun                                                                | Coppa d'Africa 2010 - 1º turno                                         | -2                                                                     | 30’                                                                    |
| 30-5-2010                                                              | Radès                                                                  | Tunisia                                                                | 1 – 1                                                                  | Francia                                                                | Amichevole                                                             | -                                                                      | 46’                                                                    |
| 20-6-2010                                                              | Omdurman                                                               | Sudan                                                                  | 2 – 6                                                                  | Tunisia                                                                | Amichevole                                                             | -                                                                      | 46’                                                                    |
| 1-7-2010                                                               | Tunisi                                                                 | Tunisia                                                                | 0 – 1                                                                  | Botswana                                                               | Qual. Coppa d'Africa 2012                                              | -1                                                                     |                                                                        |
| 17-11-2010                                                             | Gaborone                                                               | Botswana                                                               | 1 – 0                                                                  | Tunisia                                                                | Qual. Coppa d'Africa 2012                                              | -1                                                                     |                                                                        |
| 29-5-2011                                                              | Susa                                                                   | Tunisia                                                                | 3 – 0                                                                  | Rep. Centrafricana                                                     | Amichevole                                                             | -                                                                      | cap. 46’                                                               |
| 5-6-2011                                                               | Susa                                                                   | Tunisia                                                                | 5 – 0                                                                  | Ciad                                                                   | Qual. Coppa d'Africa 2012                                              | -                                                                      | cap.                                                                   |
| 10-8-2011                                                              | Monastir                                                               | Tunisia                                                                | 4 – 2                                                                  | Mali                                                                   | Amichevole                                                             | -2                                                                     | cap.                                                                   |
| 22-8-2011                                                              | Amman                                                                  | Giordania                                                              | 3 – 3                                                                  | Tunisia                                                                | Amichevole                                                             | -3                                                                     | cap.                                                                   |
| 3-9-2011                                                               | Blantyre                                                               | Malawi                                                                 | 0 – 0                                                                  | Tunisia                                                                | Qual. Coppa d'Africa 2012                                              | -                                                                      | cap.                                                                   |
| 8-10-2011                                                              | Radès                                                                  | Tunisia                                                                | 2 – 0                                                                  | Togo                                                                   | Qual. Coppa d'Africa 2012                                              | -                                                                      | cap.                                                                   |
| 9-1-2012                                                               | Sharjah                                                                | Tunisia                                                                | 3 – 0                                                                  | Sudan                                                                  | Amichevole                                                             | -                                                                      | 46’                                                                    |
| 13-1-2012                                                              | Abu Dhabi                                                              | Tunisia                                                                | 0 – 2                                                                  | Costa d'Avorio                                                         | Amichevole                                                             | -2                                                                     |                                                                        |
| 23-1-2012                                                              | Libreville                                                             | Marocco                                                                | 1 – 2                                                                  | Tunisia                                                                | Coppa d'Africa 2012 - 1º turno                                         | -1                                                                     | 90+3’                                                                  |
| 27-1-2012                                                              | Libreville                                                             | Niger                                                                  | 1 – 2                                                                  | Tunisia                                                                | Coppa d'Africa 2012 - 1º turno                                         | -1                                                                     |                                                                        |
| 5-2-2012                                                               | Franceville                                                            | Ghana                                                                  | 2 – 1 dts                                                              | Tunisia                                                                | Coppa d'Africa 2012 - Quarti di finale                                 | -2                                                                     |                                                                        |
| 29-2-2012                                                              | Tunisi                                                                 | Tunisia                                                                | 1 – 1                                                                  | Perù                                                                   | Amichevole                                                             | -1                                                                     | 63’                                                                    |
| 27-5-2012                                                              | Monastir                                                               | Tunisia                                                                | 5 – 1                                                                  | Ruanda                                                                 | Amichevole                                                             | -                                                                      | cap. 46’                                                               |
| 2-6-2012                                                               | Monastir                                                               | Tunisia                                                                | 3 – 1                                                                  | Guinea Equatoriale                                                     | Qual. Mondiali 2014                                                    | -1                                                                     | 50’                                                                    |
| 9-6-2012                                                               | Praia                                                                  | Capo Verde                                                             | 1 – 2                                                                  | Tunisia                                                                | Qual. Mondiali 2014                                                    | -1                                                                     |                                                                        |
| 8-9-2012                                                               | Freetown                                                               | Sierra Leone                                                           | 2 – 2                                                                  | Tunisia                                                                | Qual. Coppa d'Africa 2013                                              | -2                                                                     |                                                                        |
| 13-10-2012                                                             | Monastir                                                               | Tunisia                                                                | 0 – 0                                                                  | Sierra Leone                                                           | Qual. Coppa d'Africa 2013                                              | -                                                                      | cap.                                                                   |
| 14-11-2012                                                             | Susa                                                                   | Tunisia                                                                | 1 – 2                                                                  | Svizzera                                                               | Amichevole                                                             | -2                                                                     | cap.                                                                   |
| 7-1-2013                                                               | Al Wakrah                                                              | Tunisia                                                                | 1 – 1                                                                  | Etiopia                                                                | Amichevole                                                             | -1                                                                     | 46’                                                                    |
| 13-1-2013                                                              | Abu Dhabi                                                              | Ghana                                                                  | 4 – 2                                                                  | Tunisia                                                                | Amichevole                                                             | -4                                                                     | cap.                                                                   |
| 10-10-2014                                                             | Dakar                                                                  | Senegal                                                                | 0 – 0                                                                  | Tunisia                                                                | Qual. Coppa d'Africa 2015                                              | -                                                                      | 90+4’                                                                  |
| 15-10-2014                                                             | Monastir                                                               | Tunisia                                                                | 1 – 0                                                                  | Senegal                                                                | Qual. Coppa d'Africa 2015                                              | -                                                                      | cap.                                                                   |
| 14-11-2014                                                             | Gaborone                                                               | Botswana                                                               | 0 – 0                                                                  | Tunisia                                                                | Qual. Coppa d'Africa 2015                                              | -                                                                      |                                                                        |
| 19-11-2014                                                             | Monastir                                                               | Tunisia                                                                | 2 – 1                                                                  | Egitto                                                                 | Qual. Coppa d'Africa 2015                                              | -1                                                                     |                                                                        |
| 11-1-2015                                                              | Radès                                                                  | Tunisia                                                                | 1 – 1                                                                  | Algeria                                                                | Amichevole                                                             | -1                                                                     |                                                                        |
| 18-1-2015                                                              | Ebebiyín                                                               | Tunisia                                                                | 1 – 1                                                                  | Capo Verde                                                             | Coppa d'Africa 2015 - 1º turno                                         | -1                                                                     |                                                                        |
| 22-1-2015                                                              | Ebebiyín                                                               | Zambia                                                                 | 1 – 2                                                                  | Tunisia                                                                | Coppa d'Africa 2015 - 1º turno                                         | -1                                                                     |                                                                        |
| 26-1-2015                                                              | Bata                                                                   | RD del Congo                                                           | 1 – 1                                                                  | Tunisia                                                                | Coppa d'Africa 2015 - 1º turno                                         | -1                                                                     |                                                                        |
| 31-1-2015                                                              | Bata                                                                   | Guinea Equatoriale                                                     | 2 – 1 dts                                                              | Tunisia                                                                | Coppa d'Africa 2015 - Quarti di finale                                 | -2                                                                     |                                                                        |
| 5-9-2015                                                               | Monrovia                                                               | Liberia                                                                | 1 – 0                                                                  | Tunisia                                                                | Qual. Coppa d'Africa 2017                                              | -1                                                                     |                                                                        |
| 9-10-2015                                                              | Radès                                                                  | Tunisia                                                                | 3 – 3                                                                  | Gabon                                                                  | Amichevole                                                             | -1                                                                     | cap. 56’                                                               |
| 13-11-2015                                                             | Nouakchott                                                             | Mauritania                                                             | 1 – 2                                                                  | Tunisia                                                                | Qual. Mondiali 2018                                                    | -1                                                                     |                                                                        |
| 17-11-2015                                                             | Radès                                                                  | Tunisia                                                                | 2 – 1                                                                  | Mauritania                                                             | Qual. Mondiali 2018                                                    | -1                                                                     |                                                                        |
| 25-3-2016                                                              | Monastir                                                               | Tunisia                                                                | 1 – 0                                                                  | Togo                                                                   | Qual. Coppa d'Africa 2017                                              | -                                                                      | cap.                                                                   |
| 29-3-2016                                                              | Lomé                                                                   | Togo                                                                   | 0 – 0                                                                  | Tunisia                                                                | Qual. Coppa d'Africa 2017                                              | -                                                                      | cap. 87’                                                               |
| 4-9-2016                                                               | Monastir                                                               | Tunisia                                                                | 4 – 1                                                                  | Liberia                                                                | Qual. Coppa d'Africa 2017                                              | -1                                                                     | cap.                                                                   |
| 9-10-2016                                                              | Monastir                                                               | Tunisia                                                                | 2 – 0                                                                  | Guinea                                                                 | Qual. Mondiali 2018                                                    | -                                                                      | cap.                                                                   |
| 11-11-2016                                                             | Bologhine                                                              | Libia                                                                  | 0 – 1                                                                  | Tunisia                                                                | Qual. Mondiali 2018                                                    | -                                                                      | cap.                                                                   |
| 4-1-2017                                                               | Tunisi                                                                 | Tunisia                                                                | 0 – 0                                                                  | Uganda                                                                 | Amichevole                                                             | -                                                                      | cap.                                                                   |
| 8-1-2017                                                               | Il Cairo                                                               | Egitto                                                                 | 1 – 0                                                                  | Tunisia                                                                | Amichevole                                                             | -1                                                                     | cap.                                                                   |
| 15-1-2017                                                              | Franceville                                                            | Tunisia                                                                | 0 – 2                                                                  | Senegal                                                                | Coppa d'Africa 2017 - 1º turno                                         | -2                                                                     | cap.                                                                   |
| 19-1-2017                                                              | Franceville                                                            | Algeria                                                                | 1 – 2                                                                  | Tunisia                                                                | Coppa d'Africa 2017 - 1º turno                                         | -                                                                      | cap. 87’                                                               |
| 28-1-2017                                                              | Libreville                                                             | Burkina Faso                                                           | 2 – 0                                                                  | Tunisia                                                                | Coppa d'Africa 2017 - Quarti di finale                                 | -2                                                                     | cap.                                                                   |
| 24-3-2017                                                              | Radès                                                                  | Tunisia                                                                | 0 – 1                                                                  | Camerun                                                                | Amichevole                                                             | -1                                                                     | cap.                                                                   |
| 1-9-2017                                                               | Radès                                                                  | Tunisia                                                                | 2 – 1                                                                  | RD del Congo                                                           | Qual. Mondiali 2018                                                    | -1                                                                     | cap.                                                                   |
| 5-9-2017                                                               | Kinshasa                                                               | RD del Congo                                                           | 2 – 2                                                                  | Tunisia                                                                | Qual. Mondiali 2018                                                    | -2                                                                     | cap.                                                                   |
| 7-10-2017                                                              | Conakry                                                                | Guinea                                                                 | 1 – 4                                                                  | Tunisia                                                                | Qual. Mondiali 2018                                                    | -1                                                                     | cap.                                                                   |
| 11-11-2017                                                             | Radès                                                                  | Tunisia                                                                | 0 – 0                                                                  | Libia                                                                  | Qual. Mondiali 2018                                                    | -                                                                      | cap.                                                                   |
| 9-6-2018                                                               | Krasnodar                                                              | Tunisia                                                                | 0 – 1                                                                  | Spagna                                                                 | Amichevole                                                             | -1                                                                     | cap.                                                                   |
| 28-6-2018                                                              | Saransk                                                                | Panama                                                                 | 1 – 2                                                                  | Tunisia                                                                | Mondiali 2018 - 1º turno                                               | -1                                                                     | cap.                                                                   |
| 22-3-2019                                                              | Radès                                                                  | Tunisia                                                                | 4 – 0                                                                  | eSwatini                                                               | Qual. Coppa d'Africa 2019                                              | -                                                                      | cap.                                                                   |
| Totale                                                                 |                                                                        | Presenze                                                               | 72                                                                     |                                                                        | Reti                                                                   | -59                                                                    |                                                                        |

## Palmarès

### Club

#### Competizioni nazionali
- Campionato tunisino: 2

Étoile du Sahel: 2006-2007, 2015-2016
- Coppa di Tunisia: 3

Étoile du Sahel: 2011-2012, 2013-2014, 2014-2015

#### Competizioni internazionali
- Coppa delle Coppe d'Africa: 1

Étoile du Sahel: 2003
- Coppa della Confederazione CAF: 2

Étoile du Sahel: 2006, 2015
- CAF Champions League: 1

Étoile du Sahel: 2007
- Supercoppa CAF: 1

Étoile du Sahel: 2008

### Nazionale
- Campionato delle Nazioni Africane: 1

2011